# Чынсан (станция метро, Янсан)
«Чынсан» (кор. 증산역) — эстакадная станция Пусанского метро на Второй линии. Станет одной из шести эстакадных станций линии; станет пятой станцией на территории Янсана. Она представлена двумя боковыми платформами. Расположена в квартале (ри) Чынсан-ри района (ып) Мульгымып Янсана (провинция Кёнсан-Намдо, Южная Корея). На станции установлены платформенные раздвижные двери.
Станция была открыта 24 сентября 2015 года. 
Станция будет открыта между станциями «Хопхо» (239) и «Кампус Янсан Пусанского национального университета» (241) на уже действующем участке «Хопхо» — «Янсан», введённом в эксплуатацию 10 января 2008 года.